# سيدني مورغان
سيدني مورغان (بالإنجليزية: Sidney Morgan)‏ هو كاتب سيناريو ومنتج أفلام ومخرج وممثل بريطاني، ولد في 2 أغسطس 1874 في المملكة المتحدة، وتوفي في 11 يونيو 1946 ببورنموث في المملكة المتحدة.

## وصلات خارجية
- سيدني مورغان على موقع IMDb (الإنجليزية)
- سيدني مورغان على موقع ألو سيني (الفرنسية)
- سيدني مورغان على موقع أول موفي (الإنجليزية)
- سيدني مورغان على موقع قاعدة بيانات الأفلام السويدية (السويدية)
- سيدني مورغان على موقع قاعدة بيانات الفيلم (الإنجليزية)
- سيدني مورغان على موقع كينوبويسك (الروسية)